# Бандо (украшение)

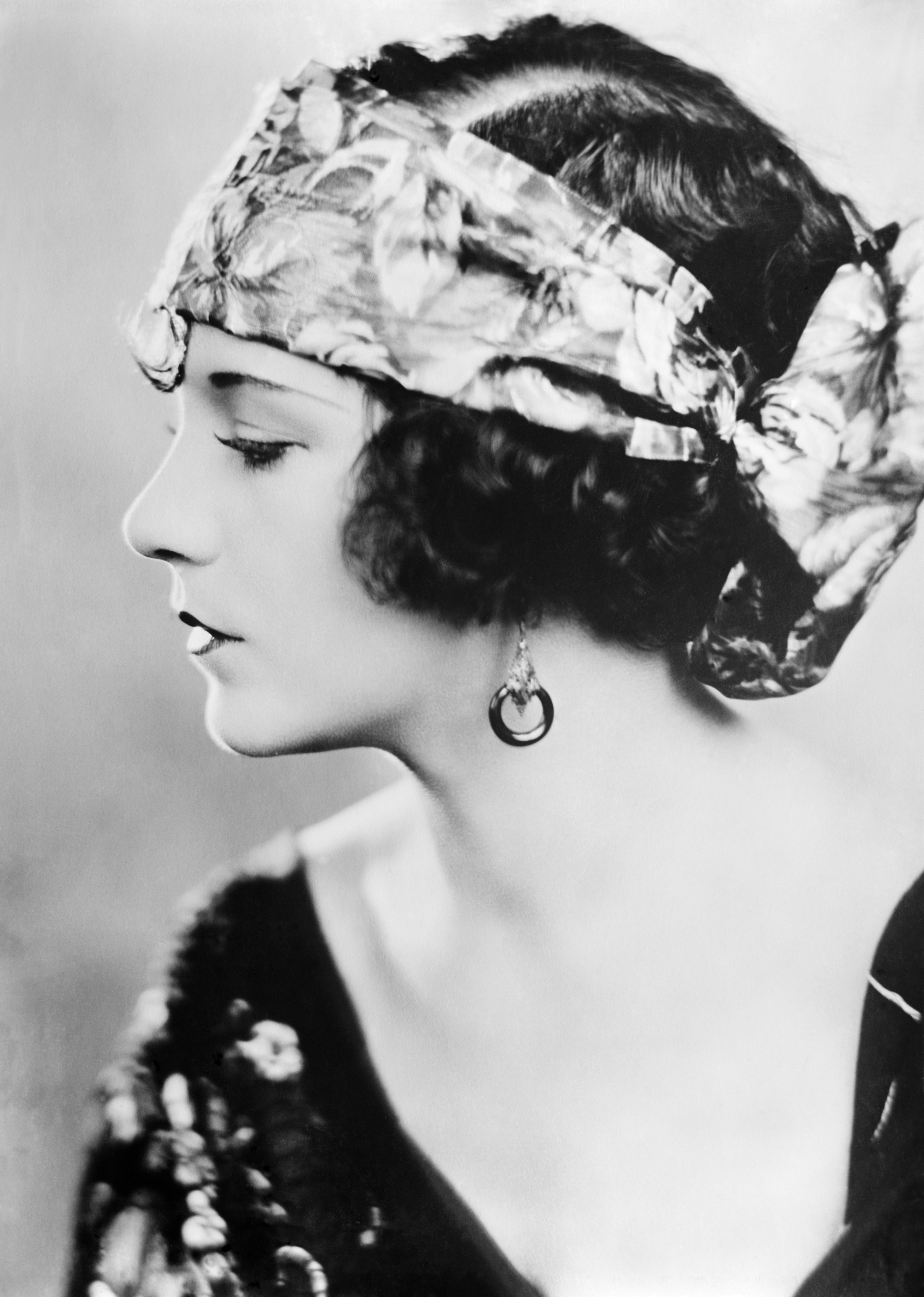
Виола Дана в бандо и серьгах ар-деко, 1920-е

Бандо — женское украшение или головной убор в виде повязки или обруча, носимых непосредственно надо лбом. Обычно изготавливаются из ткани, например, тюля, бархата, атласа или кружева, но встречаются и ювелирные бандо из драгоценных металлов.
Бандо появились и вошли в моду в начале 1920-х годов. Такое головное украшение эффектно гармонировало с короткими стрижками «а-ля гарсон», модными в ту эпоху. Бандо вписывались в эстетику стиля ар-деко (прямые, лаконичные линии, геометризм) и декорировались присущими этому стилю орнаментами и мотивами: геометрические узоры, пальметты, меандр и так далее. Впрочем, встречались и однотонные, в том числе черные повязки-бандо.
Европейские аристократки начали носить в качестве бандо классические диадемы и тиары, изготовленные десятилетиями ранее, чтобы приспособить их к новым модным тенденциям. Например, тиара королевы Бельгии Елизаветы Баварской, изготовленная в 1910 году, известна как «тиара-бандо», так как в 1920-е годы хозяйка предпочитала носить её именно в таком качестве и была запечатлена на портретах в этом украшении.
Бандо из ткани могли украшаться плюмажем или ювелирными застежками. Драгоценных бандо сохранилось не так много, так как они, как правило, были разборными и многофункциональными, поэтому после 1930-х, когда бандо вышли из моды, многие владельцы разбирали их на чокеры, браслеты и броши или продавали по частям. Некоторые драгоценные бандо имели в центре съемный элемент, который в менее торжественных случаях отсоединялся и служил самостоятельным украшением в качестве броши.